# Saatse
Saatse est un village de la commune de Setomaa, situé dans le comté de Võru en Estonie .

## Géographie
Saatse est situé à l'extrémité sud-est de l'Estonie, près de la frontière avec la Russie, à 80 km au sud-est de Tartu. Près du village, se trouve la botte de Saatse, territoire russe de 115 hectares qui forme une excroissance dans celui de l'Estonie.

## Histoire
Avant la réforme administrative d'octobre 2017, le village faisait partie de la commune de Värska et du comté de Põlva.